# Maszyna zwojowa
Maszyna zwojowa (potocz. maszyna rolowa) – maszyna drukarska, w której podłoże drukowe jest podawane na maszynę z sukcesywnie rozwijanego zwoju (roli) papieru, lub węższej odmiany zwoju, czyli bobiny.
Takie podawanie podłoża drukowego sprawia, że prędkość drukowania na maszynie zwojowej jest o jeden rząd wielkości większa niż prędkość drukowania na maszynie arkuszowej, gdyż nie ma tu spowolnienia wynikającego z utrudnień w pobieraniu kolejnych arkuszy.
Zaletą maszyn zwojowych jest również możliwość stosowania podłoży drukowych delikatniejszych i cieńszych niż w przypadku maszyn arkuszowych, gdyż nie ma tutaj problemu z marszczeniem się podłoża na przyssawkach, które w maszynach arkuszowych pobierają kolejne arkusze ze stosu.
Wadą maszyny zwojowej jest jednak utrudnienie wynikające z czasochłonnego rozpędzania się zwoju, który zazwyczaj jest bardzo ciężki, oraz równie czasochłonnego stabilizowania się wstęgi papieru na maszynie. Generalnie rzecz ujmując raz rozpędzonej maszyny już się nie wyłącza, w związku z czym ustawianie jej parametrów (pasowanie kolorów oraz wydatek farby) odbywa się w trakcie pracy i zużywania podłoża. Tak więc maszyny zwojowe są opłacalne tylko dla dużych nakładów, gdzie straty wynikające z ustawienia maszyny stanowią akceptowalnie małą część całkowitego zużycia podłoża. Zazwyczaj dla ustawienia parametrów druku schodzi kilka tysięcy kopii druku.
Maszyny zwojowe ze względu na kształt formy drukowej są wyłącznie maszynami rotacyjnymi.
Podawanie papieru ze zwoju wymusza również, aby zadruk odbywał się jednocześnie po obu stronach podłoża i we wszystkich potrzebnych kolorach podczas jednego przelotu podłoża przez maszynę, gdyż trudno byłoby odbierać zadrukowane podłoże z powrotem do postaci zwoju. Tak więc zadrukowane podłoże jest po przejściu przez maszynę zwojową zazwyczaj podawane w tym samym ciągu technologicznym od razu na maszyny introligatorskie, gdzie jest cięte na arkusze i, jeśli trzeba, falcowane.
Z powodu dużej szybkości pracy maszyn zwojowych, zazwyczaj bezpośrednio po zadrukowaniu podłoża jest ono wygrzewane w piecu w celu utrwalenia farby, a następnie schładzane na cylindrach chłodzonych od środka wodą, gdyż po wysuszeniu podłoże (papier) jest kruche. Często jest ono również zaraz po schłodzeniu powlekane cienką warstewką środka zabezpieczającego powierzchnię druku. Dopiero wtedy trafia ono na maszyny introligatorskie.
Podawanie podłoża ze zwoju na maszynę odbywa się poprzez system symetrycznie ustawionych par wałków transportowych, gdzie odległość pomiędzy tymi parami wałków może się zmieniać, a w szczególności skracać. System ten umożliwia dość duże tymczasowe skrócenie wstęgi na tych wałkach bez zatrzymania maszyny, co z kolei umożliwia doklejenie początku następnego zwoju do końca poprzedniego i rozpędzenie samego zwoju do prędkości roboczej bez zatrzymania maszyny.